# Glenopteris oculiferalis
Glenopteris oculiferalis là một loài bướm đêm trong họ Noctuidae.